# Küstenrudern
Küstenrudern (englisch coastal rowing) ist das Rudern an der Meeresküste, in Abgrenzung zum Leistungsrudern auf Regattastrecken und zum Wanderrudern auf Flüssen. Küstenrudern wird sowohl als Leistungs- als auch als Breitensport ausgeübt: es werden eigene Bootstypen eingesetzt, die breiter und stabiler sind als beim Rennrudern und die ein offenes Heck besitzen.

## Ruderboote
Es gibt Boote für einen, zwei bzw. vier Ruderer.

## Wettkampfsport
Wettkämpfe im Küstenrudern werden insbesondere in den Disziplinen Beach Sprint und Langstrecke ausgetragen.

### Olympische Sommerspiele
Ab 2026 (Olympische Jugendspiele) bzw. 2028 (Olympische Sommerspiele) wird Küstenrudern olympisch in der Disziplin Beach Sprint. Dafür werden Wettbewerbe des Leichtgewichtruderns aus dem olympischen Programm genommen. 

### Weltmeisterschaften
Seit 2007 (in Cannes) richtet der Weltruderverband jährlich Weltmeisterschaften im Küstenrudern aus, seit 2019 zusätzlich jährlich die World Rowing Beach Sprint Finals.

### Europameisterschaften
Die ersten Europameisterschaften (Küstenrudern und Beach Sprint) fanden 2022 in San Sebastian statt.

### Deutsches Meisterschaftsrudern
Die ersten Deutschen Meisterschaften im Küstenrudern fanden 2024 in Flensburg statt. 2025 wurden sie erstmals im Rahmen der Finals auf der Elbe in Dresden als "City Beach Sprint" ausgetragen.

### Schweizermeisterschaften
Die ersten Meisterschaften im Beach Sprint der Schweiz finden Ende August 2025 auf dem Lac Léman statt.